# Труды Саратовской учёной архивной комиссии
Труды Саратовской учёной архивной комиссии (ТСУАК) — научное издание Саратовской учёной архивной комиссии (СУАК), учреждённой в 1886 году под патронатом саратовского губернатора А. А. Зубова. 
Первый выпуск вышел в 1888 году. В 1920—1923 годы издание называлось «Труды Саратовского общества истории, археологии и этнографии» (ИСТАРХЭТ), затем — «Труды Нижневолжского научного общества краеведения». В 1930 году вместе с обществом издание прекратило своё существование; всего вышло 33 выпуска.
Среди заметных работ, опубликованных в Трудах СУАК — «Материалы для истории колонизации Саратовской губернии» А. А. Голомбиевского, «К истории немецких колоний Саратовской губернии» Н. Ф. Хованского, «Материалы для истории заселения Саратовского края» А. Н. Минха.